# Can Moltures (Taradell)
Can Moltures és una masia de Taradell (Osona) inclosa a l'Inventari del Patrimoni Arquitectònic de Catalunya.

## Descripció
Masia situada en un petit pla prop de la carretera, entre dos riu. És de planta rectangular (8x11), coberta a dos vessants amb el carener perpendicular a la façana. Consta de planta baixa i primer pis, amb un portal d'arc rebaixat, amb una finestra de llinda de fusta, tres espieres i al primer s'hi obren tres finestres més distribuïdes simètricament. A llevant s'hi adossa un cos cobert a una sola vessant i que és construcció moderna, a ponent hi ha un altre cos cobert a dos vessants amb ràfecs amplis i diverses obertures, també és construcció moderna. El cos primitiu de l'edifici té un afegitó de planta rectangular cobert a una sola vessant i a la part baixa s'hi obren espieres i al primer.
A la façana hi ha una part que ha caigut i s'ha arrebossat i es veu la fàbrica de tàpia.
Cabana de planta rectangular (5x8), coberta a dos vessants amb el carener perpendicular a la façana, orientada a ponent. Del carener a la planta fa sis metres i l'interior no presenta cap divisió. La façana presenta un ampli portal rectangular amb una gran porta de fusta.
La façana sud presenta tres espieres tapiades.
La façana de llevant se cega.
La façana de tramuntana té dues espieres a la planta amb un barram de ferro i una corriola pel material constructiu.
L'estat de conservació és mitjà.

## Història
La masia no presenta cap dada constructiva ni la trobem registrada en els fogatges ni en el Nomenclàtor de la província de Barcelona.
Es troba entre Gurri i la riera de Tarradell, prop d'un sector on hi ha diversos molins. El nom "moltures" sembla venir del fet que un dels seus habitants treballava en un molí fariner.
L'interès de l'edifici rau en la fàbrica constructiva: tàpia.